# 查尔斯·威尔伯恩
查尔斯·威尔伯恩（英語：Charles M. Wilborn），美国音频工程师。他因电影霹雳男儿提名奥斯卡最佳音响效果奖。1967年至2002年间，威尔伯恩参与制作了超过70部电影和电视节目。

## 部分影视作品
- 霹雳男儿（英语：Days of Thunder） (1990)[1]